# Płyn do prania
Płyn do prania – środek chemiczny używany do prania tkanin i usuwania brudu z tkanin. Płyny do prania zawierają: anionowe i niejonowe środki powierzchniowo czynne, barwniki, wodę oraz aromaty. Podobnie jak z proszkami piorącymi, istnieją oddzielne typy płynów do prania, przeznaczone do różnych rodzajów tkanin. Są sprzedawane najczęściej w butelkach plastikowych.
W przypadku prania w pralkach automatycznych płynów używa się w trybie prania bardzo krótkiego (lub tzw. ekonomicznego). Proszek do prania użyty w takim praniu działa mniej efektywnie ze względu na stosunkowo długi czas rozpuszczania.